# 鳞毛溲疏
鳞毛溲疏（学名：Deutzia squamosa）为虎耳草科溲疏属下的一个种。

## 扩展阅读
維基物種上的相關：鳞毛溲疏